# Южный походный шелкопряд
Южный походный шелкопряд, или походный сосновый шелкопряд (лат.  Thaumetopoea pityocampa) — вид шелковых шелкопрядов рода Thaumetopoea. Распространён в средиземноморье, также выявлен в России в Краснодарском крае.
Считается самым опасным вредителем в средиземноморском бассейне.

## Гусеница
Гусеницы шелкопряда, размером до 4 сантиметров, мигрируют по сосновым ветвям, питаясь хвоинками. При похолодании собираются в клубки
.
Гусеница походного соснового шелкопряда сменяет три наряда: у молодых — редкий мохнатый бело-черный пушок; у среднего возраста — густой, с золотыми хохолками и голыми бляшками цвета смородины; у зрелого возраста на члениках появляются отверстия и рыжие реснички. В этом последнем наряде гусеница особенно опасна для человека: перетёртые в пыль реснички разносятся ветром, падая на траву и на различные предметы и вызывая сильную аллергическую реакцию.
В конце июля — начале августа гусеницы спускаются с сосен и, выстраиваясь в длинные цепочки, спускаются вниз в поисках места с оголённым песком. Затем они зарываются в песок и окукливаются.
В сентябре из куколок вылупляются бабочки, которые откладывают яйца. После зимовки яйца дают новое потомство.

## Опасности
Гусеницы очень быстро съедают хвою, убивая отдельные деревья и сосновые рощи.
Волоски гусениц опасны для человека, поскольку содержат сильные аллергены. Аллергия проявляется по-разному; обычно на коже появляются мелкие зудящие красные пузырьки. Если волоски попадают на кожу лица, то от её опухания иногда совсем закрываются глаза. Может также вызвать воспаление слизистых оболочек.